# Billy Martin (giocatore di football americano)
William Vance Martin (Chicago, 6 giugno 1938 – 8 novembre 1976) è stato un giocatore di football americano statunitense che ha giocato nel ruolo di halfback nella National Football League (NFL) e nella Canadian Football League (CFL). Al college giocò a football all'Università del Minnesota.

## Carriera professionistica
Martin fu scelto dai Chicago Bears nel quarto giro (43º assoluto) nel Draft NFL 1960. Con essi disputò tre stagioni, segnando un touchdown su ricezione e vincendo il campionato NFL dopo aver battuto in finale i New York Giants. Disputò l'ultima stagione della carriera nel 1965 con gli Edmonton Eskimos della CFL.

## Vittorie e premi

### Franchigia
- Campione NFL: 1

Chicago Bears: 1963

## Statistiche
| Yard corse | 28 |
| Touchdown  | 1  |